# Certosa di Seitz
La certosa di Seitz (sloveno: Žička kartuzija, latino: Domus Valli Sancti Johannis) è un ex monastero certosino. È situato nella stretta e sperduta valle di San Giovanni Battista, nei pressi delle località di Stare Slemene e Žiče, nel comune di Slovenske Konjice, zona nord-orientale della Slovenia, detta anche Bassa Stiria.
Nel 1160 il margravio di Stiria Ottocaro III (†1164) della nobile famiglia dei Traungau (chiamata anche degli Ottocari), coadiuvato dal figlio Ottocaro IV (duca di Stiria nel 1180), decide di edificare un nuovo monastero per offrire residenza ai monaci della Grande Certosa francese di Grenoble. È considerata una delle certose più antiche dell'Europa Centrale, il primo monastero certosino situato fuori dalla Francia e dall'Italia.

## Storia

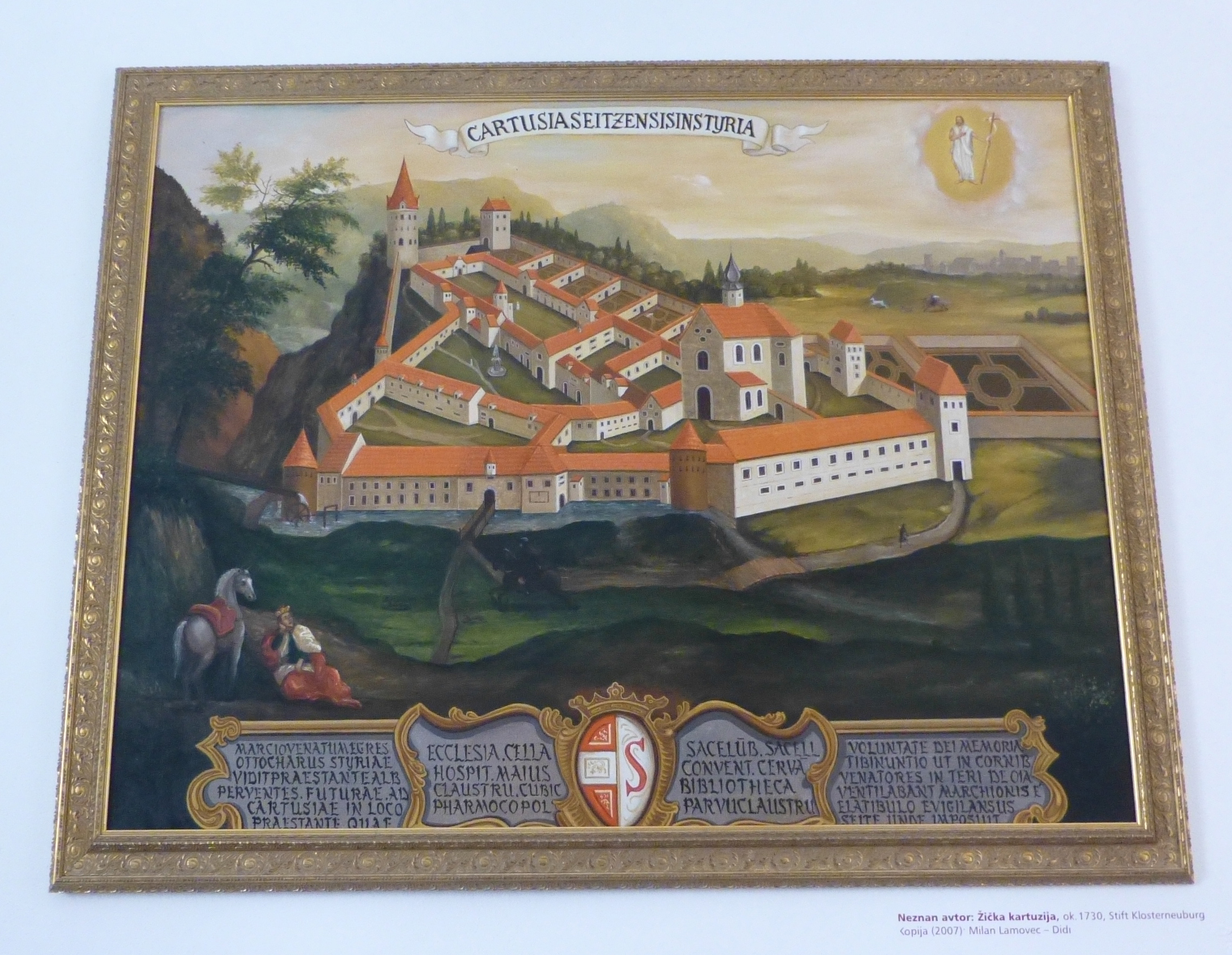
Certosa di Seitz nel 1730

I primi lavori di costruzione iniziarono intorno al 1160 grazie al contributo dei monaci; tra di loro era presente anche Beremund, conte di Cornovaglia, più tardi eletto primo priore della certosa. La presenza di monaci francesi influenzò sia l'architettura sia l'organizzazione del monastero, secondo il modello delle certose francesi, consistente in realtà, in due monasteri separati. Nei decenni successivi si costruì sotto il controllo e la guida del maestro Aynard, la costruzione della certosa superiore con le celle per dodici monaci, la grande chiesa di San Giovanni Battista, e la certosa minore per 16 conversi a Špitalič, insieme con la chiesa minore della Visitazione della Beata Vergine Maria.
Nella certosa superiore, mantenuta dal priore, abitarono i monaci votati ad una vita monastica austera. I conversi, sotto la guida di un procuratore, vissero e lavorarono invece nel monastero inferiore, contribuendo con la molitura, la produzione di mattoni e vetro, e con lavori artigianali alla sopravvivenza della comunità monastica. La prima certosa venne costruita attorno al 1165.
Nei decenni successivi la Certosa di Seitz venne trasformata in uno dei monasteri più importanti della zona; i priori di Seitz vennero pregati di amministrare nuove certose. La Certosa fu la sede monastica della provincia certosina tedesca dal 1335 al 1355 e tra il 1391 ed il 1410. Papa Urbano VI trasferì la sede dell'ordine certosino alla Certosa di Seitz, così per quasi due decenni (1391-1410) la Certosa di Seitz assumeva il ruolo di monastero centrale per tutti i monasteri certosini rimasti fedeli al Papa romano (al posto della Grande Certosa - il grande monastero certosino in Francia).

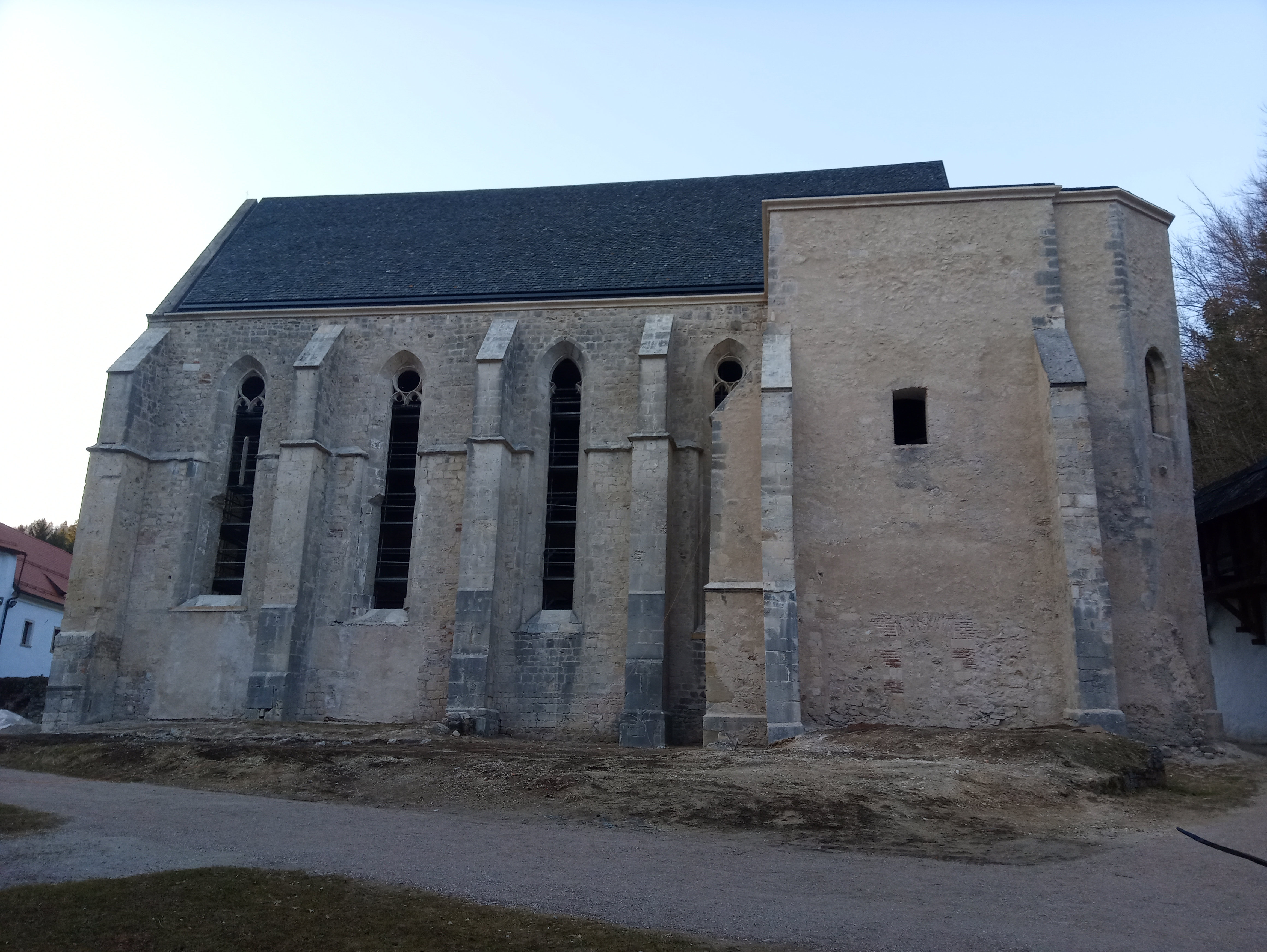
chiesa di San Giovanni Battista, Certosa di Seitz
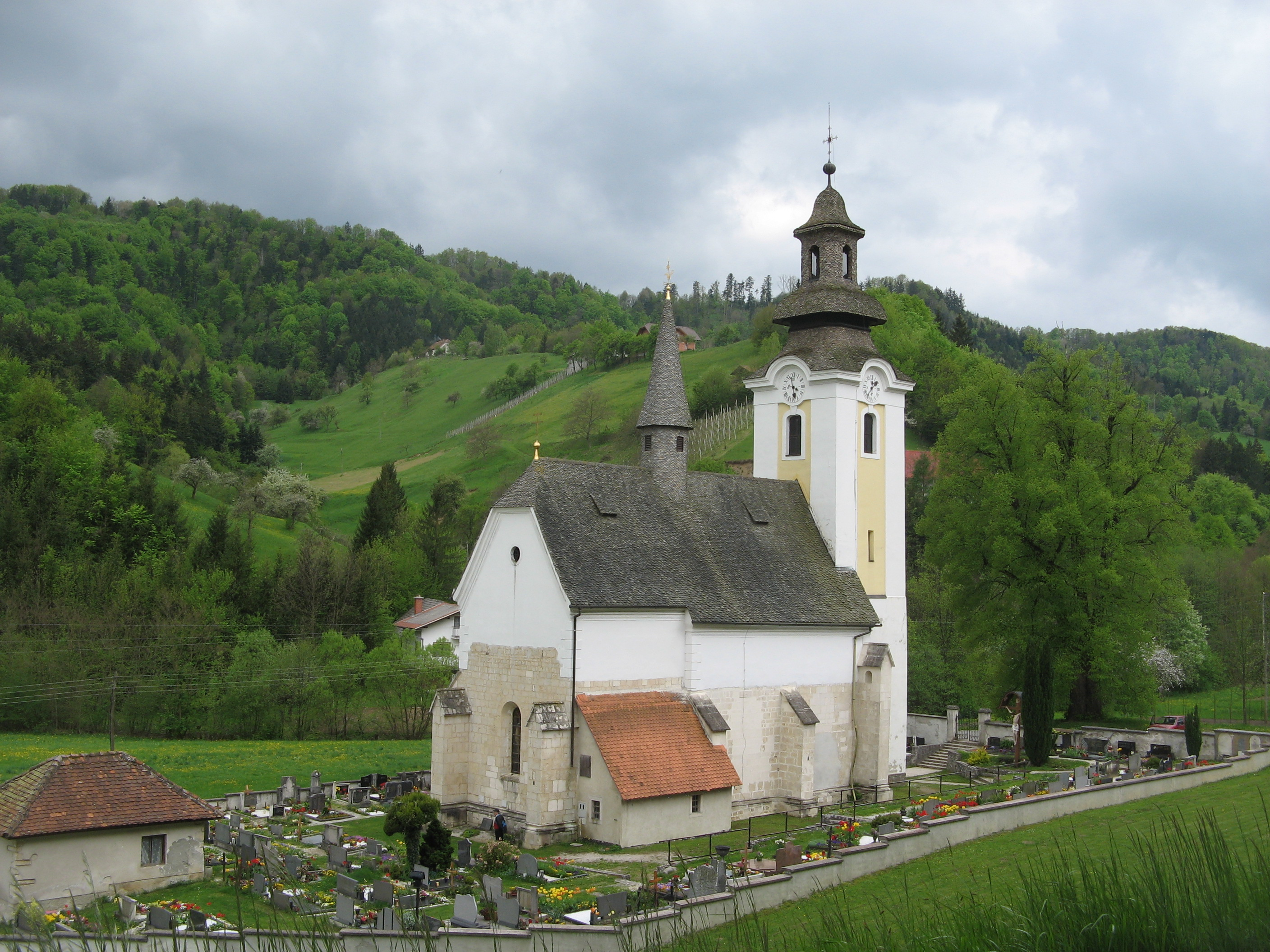
chiesa minore, Špitalič pri Slovenskih Konjicah

La chiesa certosina di San Giovanni Battista e la chiesa minore della Visitazione della Beata Vergine Maria furono consacrate nel 1190 da Goffredo di Hohenstaufen, patriarca di Aquilea.

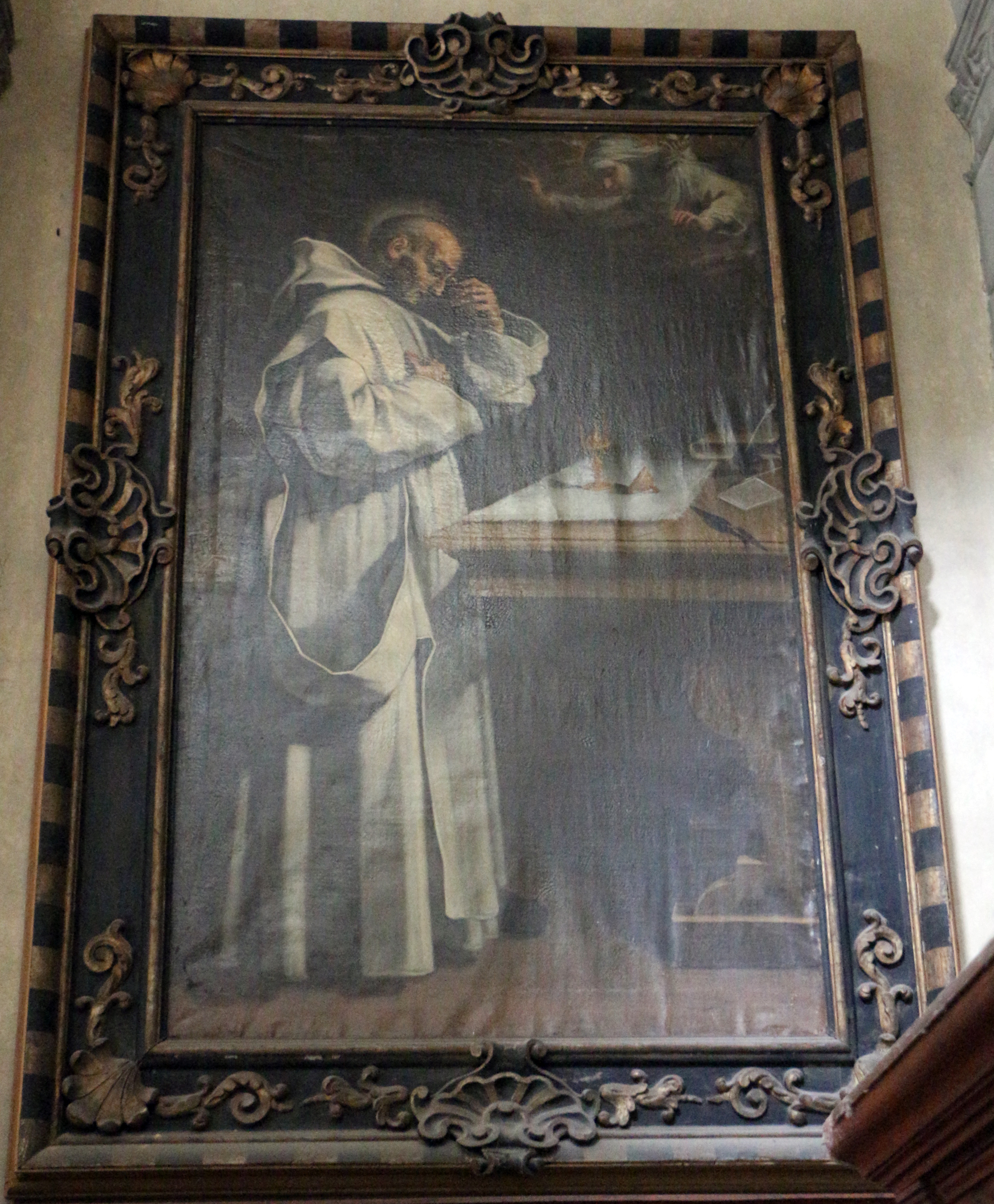
Rutilio Manetti: Beato Stefano Maconi

### Beato Stefano Maconi
Il Priore generale dell'ordine certosino, beato Stefano Maconi (priore di Certosa di Seitz), allievo di Santa Caterina da Siena e grande sostenitore del suo processo di canonizzazione, ha lavorato tantissimo anche per la riunione del l'ordine certosino e delle certose dell'Europa, divise in sostegno il Papa di Roma ed altre, sostenendo gli antipapa di Avignone.
Le pareti e le torri appartengono all'epoca della fortificazioni della certosa di Seitz, fortificazioni erette nei secoli XV e XVI, ai tempi delle invasioni turche e delle ribellioni dei contadini, dopo la fine dell'utilizzo della certosa minore a Špitalič. La certosa di Seitz, inoltre è uno dei pochi edifici monastici che hanno conservato gran parte dell'architettura nello stile della certosa inferiore, ed è l'unico luogo in cui il passaggio tra il monastero superiore e il monastero inferiore rimase quasi disabitato e simile come era nella fine di XII secolo.
Nel 1782, l'imperatore Giuseppe II, nello spirito delle riforme dell'illuminismo, sciolse con un decreto la certosa di Seitz. I monasteri degli ordini contemplativi, incluso quello certosino, secondo l'imperatore, non contribuivano al progresso dell'agricoltura, dell'industria e allo sviluppo economico. I monaci della certosa dopo lo scioglimento, o ritornanrono alle loro famiglie, o si mescolarono con il clero secolare, ma non decisero di trasferirsi in altre certose o monasteri, temendo che si potesse ripetere un'ulteriore decreto di dissoluzione. Nel 1828 il principe Weriand von Windischgrätz comprò i ruderi della certosa da fondazione religiosa imperiale (Religionsfond). I suoi predecessori, La certosa rimase di proprietà della famiglia dei principi Windischgrätz, fino alla fine della Seconda guerra mondiale.
Oltre alle costruzioni conservate, imponenti sono anche le mura della chiesa certosina, consacrata a San Giovanni Battista nel 1190, santo che ha dato il nome a tutta la valle. La chiesa era formata da una navata e da strutture per i monaci. Il coro, fino al 1321 rimase diviso tra monaci della regola e monaci laici. Non è sicuro se fosse dotata di archi prima del XV secolo, ma all'inizio di questo secolo fu ristrutturata in stile gotico. Nel 1640 furono costruite una nuova entrata principale e, nella parte sud, due cappelle. Sono parzialmente conservate le seguenti parti della certosa: la cappella di Otokar nella chiesa e la cappella dei priori situata nel centro del Chiostro grande, il refettorio, alcune celle dei monaci, la cucina, un'ala del piano ed una parte del chiostro piccolo.

## Biblioteca
La Certosa di Seitz, durante il rinascimento, era dotata di una delle biblioteche più ricche di tutta l'Europa. Il 30 maggio 1487, durante la visita del vescovo di Caorle, emissario del patriarca di Aquileia, il suo segretario Paolo Santonino scrisse nel suo itinerario che i monaci possedevano più di 2.000 manoscritti. Verso la metà del XVI secolo, come risulta da una serie di tragici eventi avvenuti nella metà del secolo precedente, la certosa venne quasi del tutto abbandonata. L'arciduca Carlo II della Stiria ordinò che i libri venissero trasferiti alla biblioteca dell'istituto universitario dei gesuiti di Graz.
L'ordine certosino non ha mai predicato la religione con la parola, ma con la scrittura, accettando soltanto persone con una buona conoscenza delle lingue straniere (principalmente tedesco, latino e greco) e con abilità esemplari di scrittura. I monaci dedicarono grande parte delle loro vite alla produzione, sia di copie precise dei testi attuali, che a crearne di nuovi, su di una vasta gamma di argomenti, dalla teologia all'astronomia, dalle scienze pratiche a quelle letterarie. Fra i testi rimasti ve ne sono alcuni di gran pregio che tuttora fanno parte sia dell'eredità intellettuale di questa regione che della più ampia sfera medioeuropea.

## Manoscritti di Seitz
Nonostante la perdita della maggior parte dei manoscritti, i resti di questa biblioteca sono impressionanti, e possono ancora fornire numerose e preziose testimonianze sullo sviluppo degli avvenimenti al tempo del medioevo. Oggi sui 2000 manoscritti originali, ne sono sopravvissuti circa 120 più 100 frammenti, ma solo una piccola parte si trova ancora in Slovenia. Tuttavia questo è l'unico gruppo di manoscritti medievali Sloveni che ci consentono di seguire quasi quattro secoli di produzione amanuense all'interno di una comunità monastica. I manoscritti della Certosa di Seitz comprendono anche diversi testi notabili, scritti di autori famosi che vissero in Žiče o nella vicina certosa di Jurklošter. Alcuni esempi includono testi di Phillip di Seitz, Nicolaus Kempf e Sifried di Swabia.
Alcuni di questi inoltre, sono firmati dai monaci o dai copisti esterni, probabilmente benefattori, e le loro opere scritte a mano creano una ricca tavolozza delle forme paleografiche. Questo è inoltre l'unico gruppo di manoscritti proveniente dalla Slovenia abbastanza completo per seguire le capolettere, potendo così parlare di uno “stile di Seitz”. Alcuni manoscritti inoltre visualizzano le capolettere dipinte in colore con altri elementi illuminati, creati da professionisti, e, come era pratica comune di quei periodi, dai pittori itineranti.

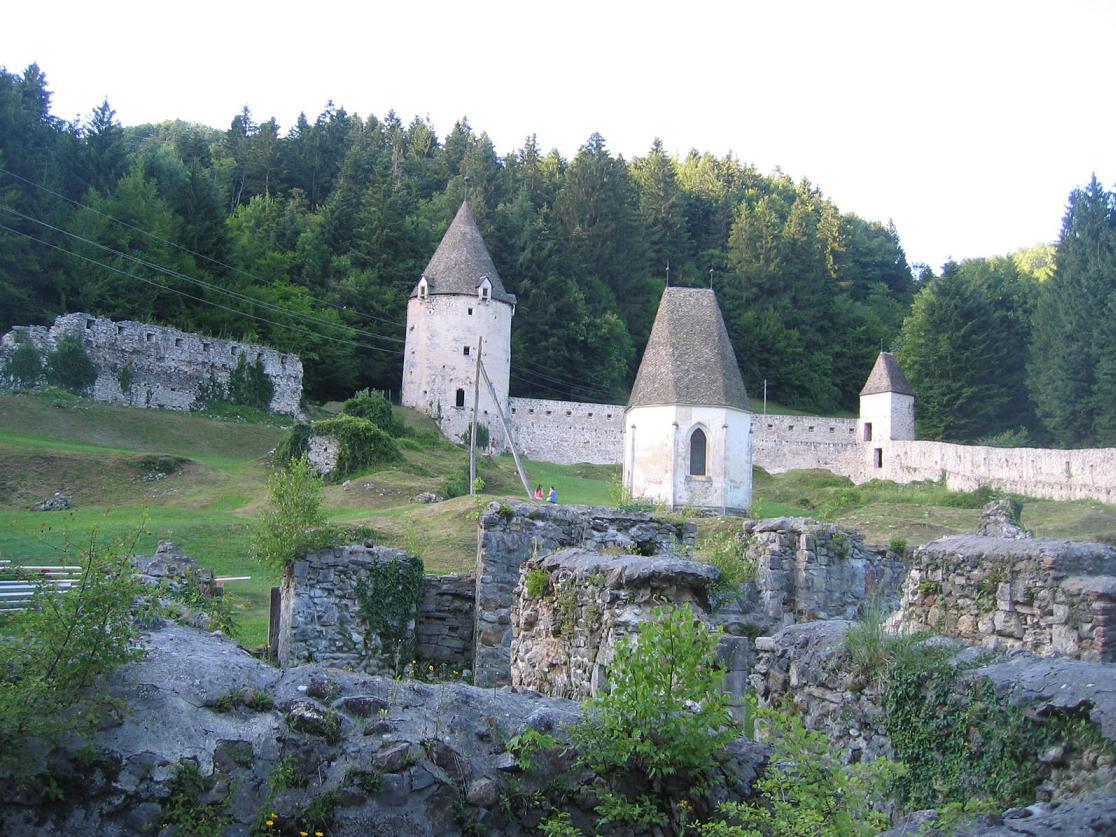
Le rovine del chiostro grande con la capella dei priori
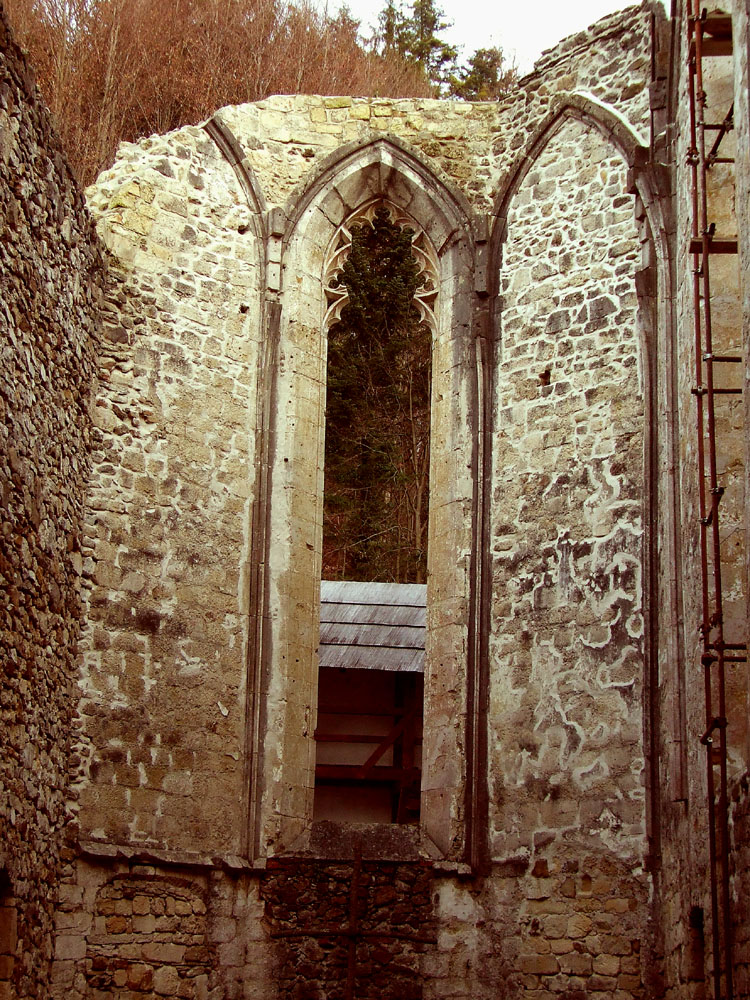
Finestra della chiesa certosina di San Giovanni Battista
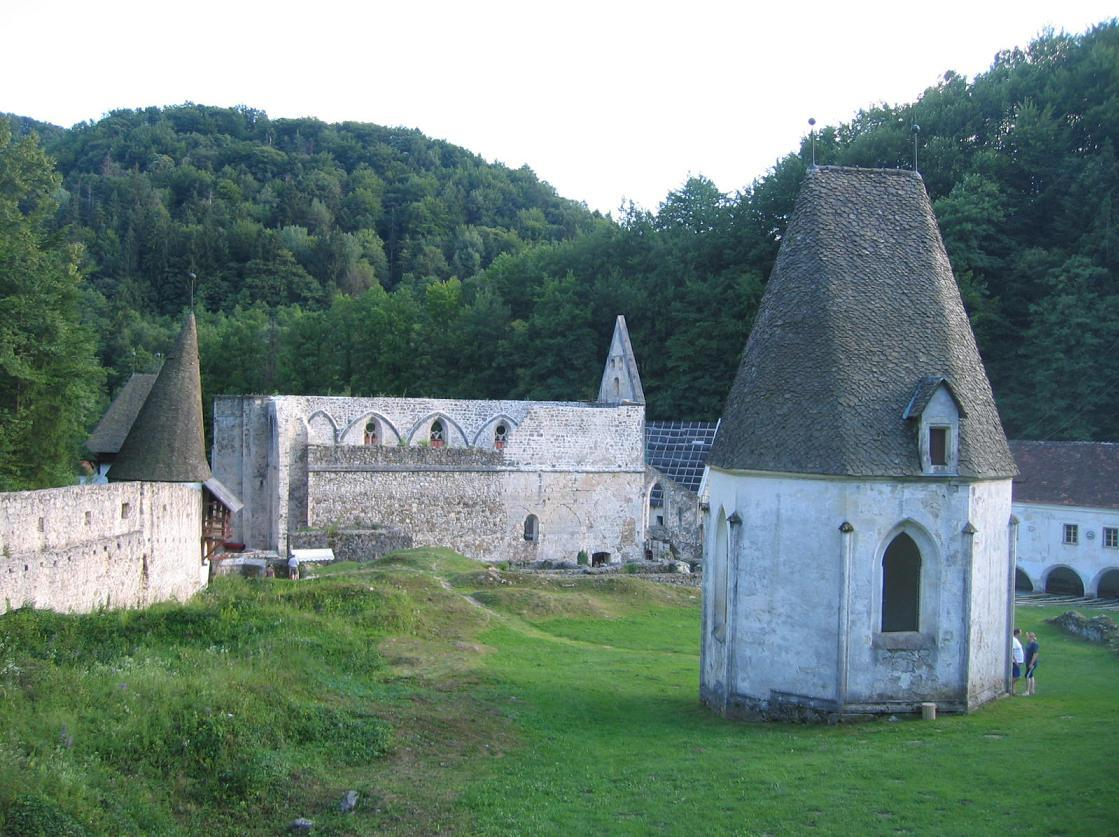
Altro esterno della Certosa
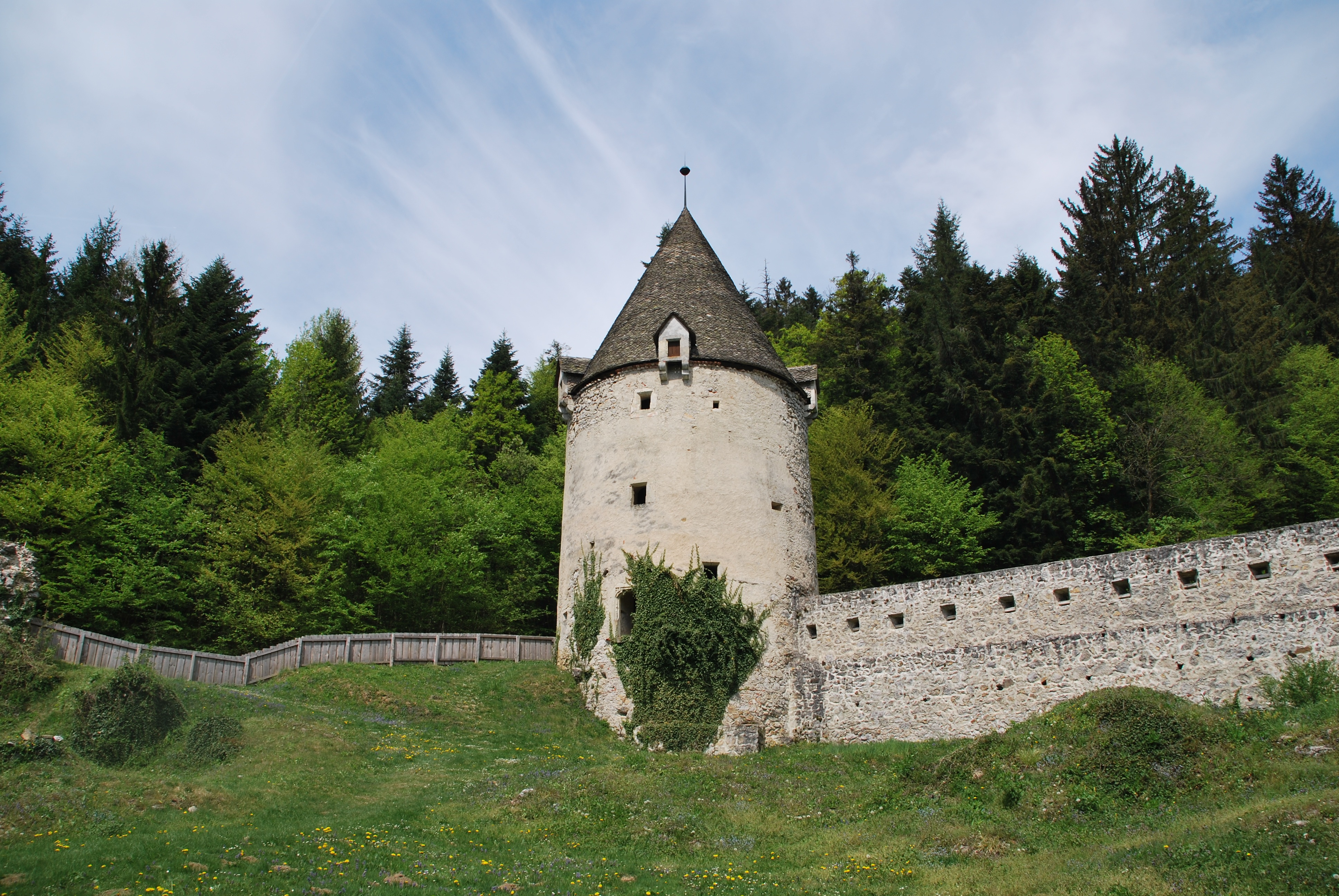
Torre della Certosa
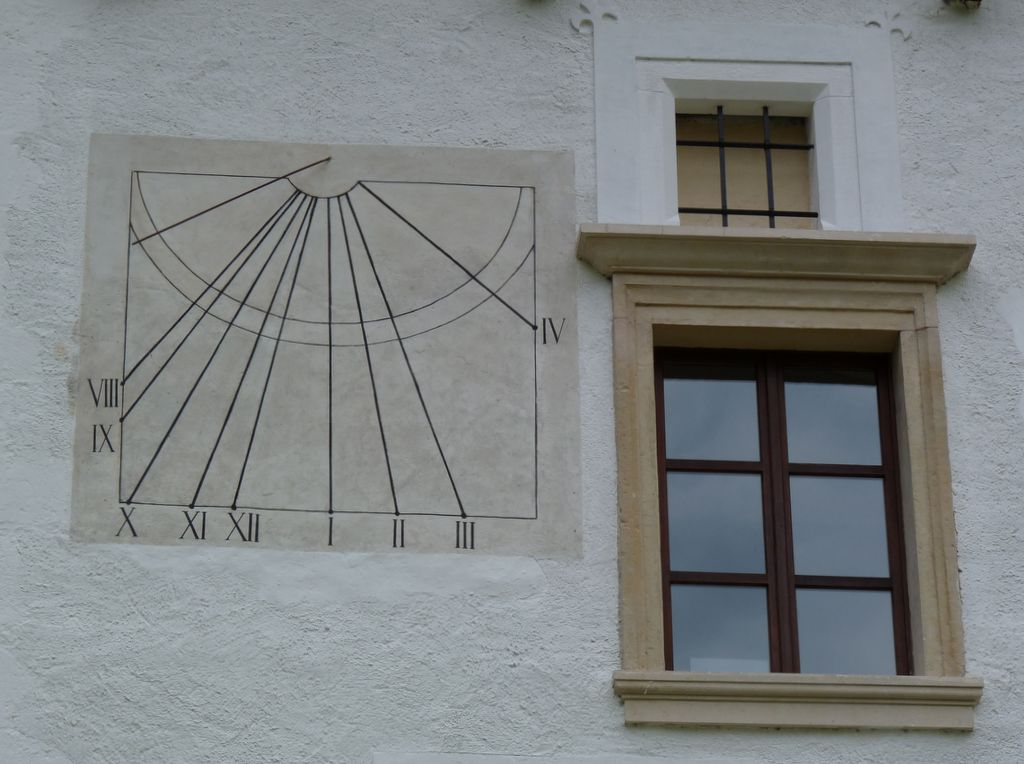
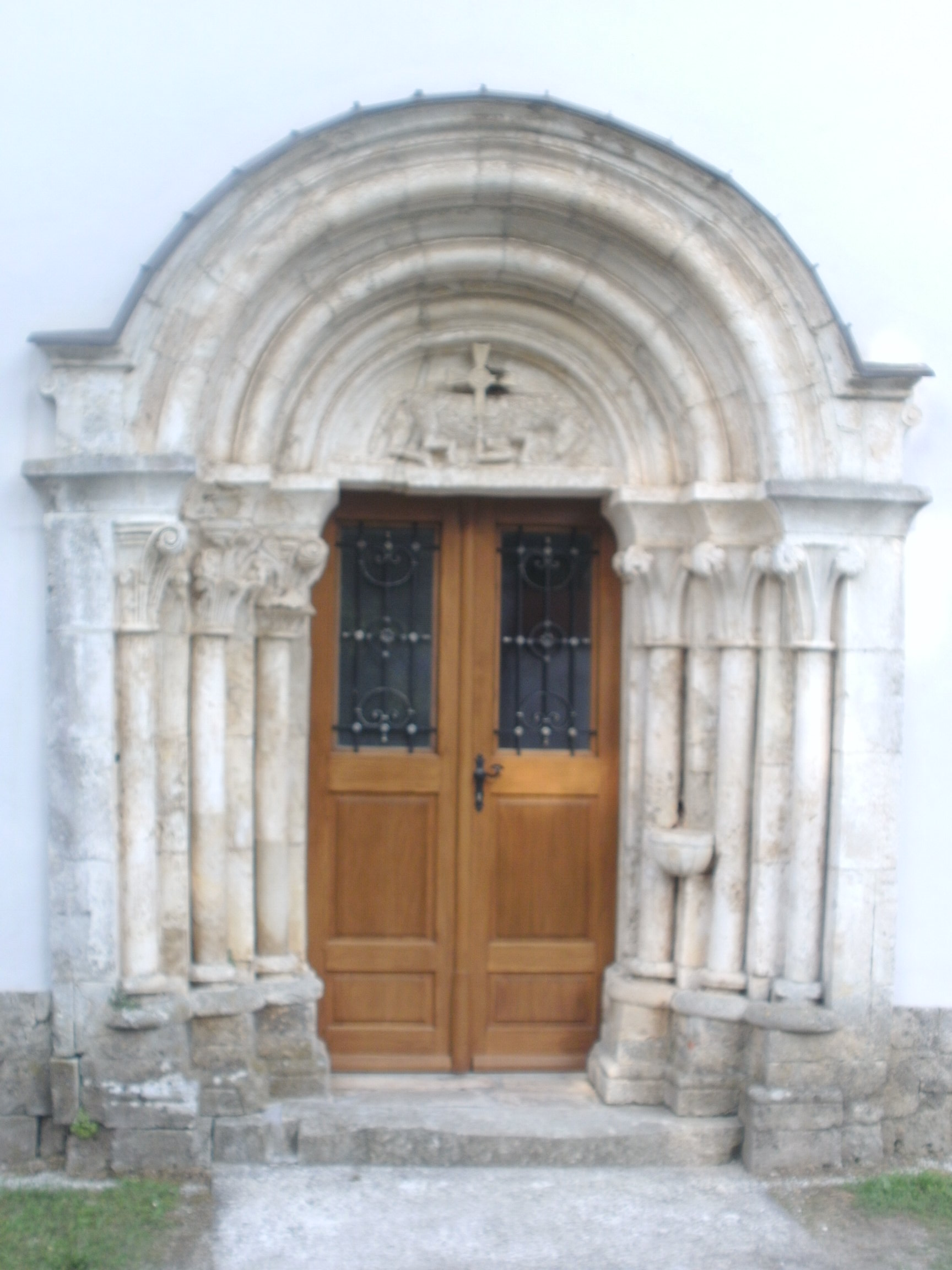
Portale della chiesa minore, Špitalič pri Slovenskih Konjicah
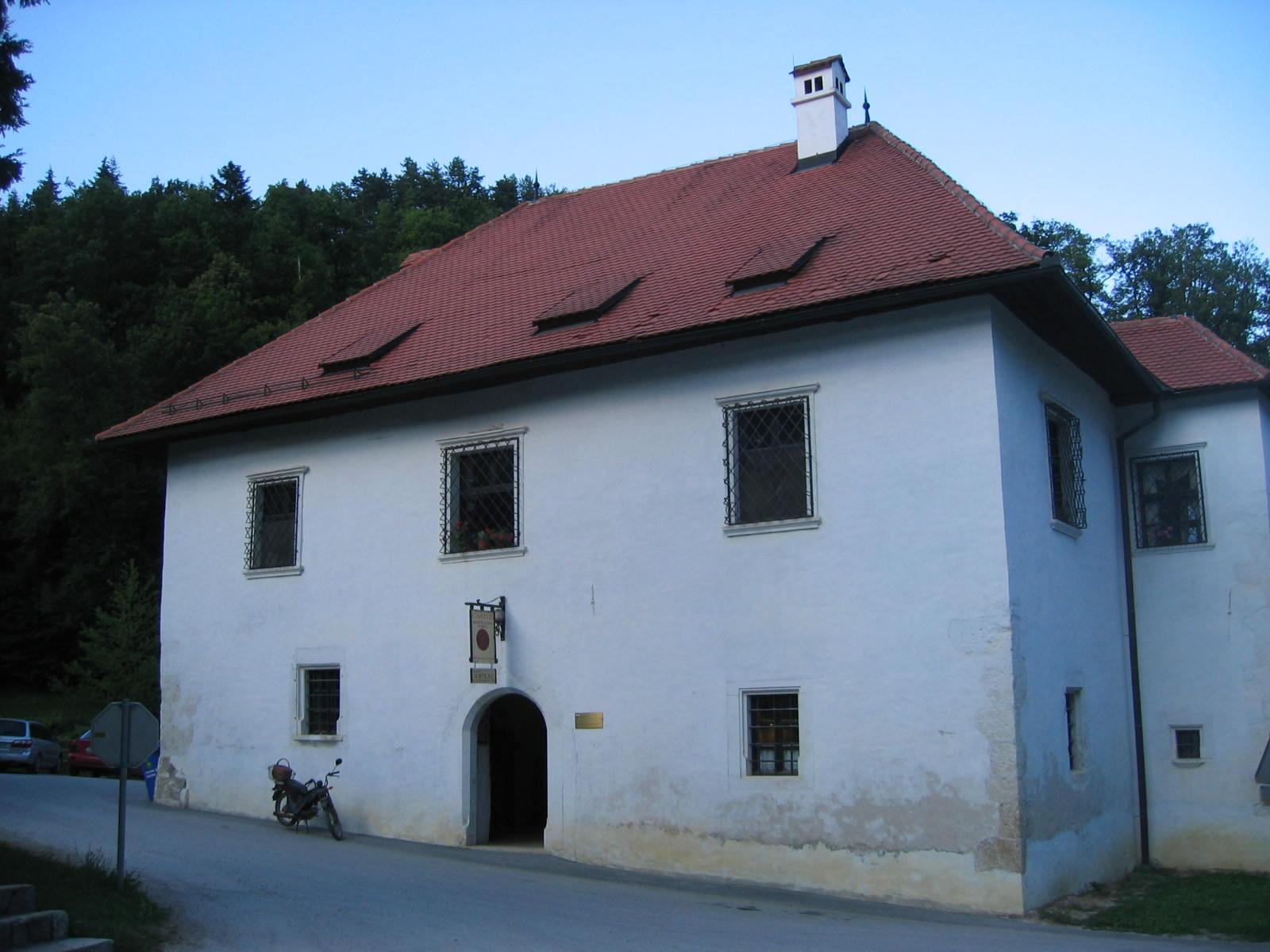
Gastuž, probabilmente la osteria più vecchia di Slovenia